# Mimnermo

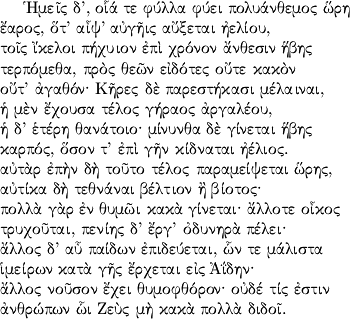
Fragmento de una elegía de Mimnermo.

Mimnermo de Colofón (en griego, Μίμνερμος) fue un poeta y músico griego de finales del siglo VII a. C.

## Biografía
Fue un contemporáneo de Solón, unos años más joven que este. La Suda afirma que Mimnermo es de las ciudades de Asia Menor Colofón, o de Esmirna, o de la isla del mar Egeo Astipalea, y añade, con peculiar exactitud, que escribió bastantes obras.

## Obras
Al menos hay noticia de dos: un poema épico que hablaba de la fundación de Esmirna por colonos de Colofón, que conocemos como Esmirneida, donde además se narraba la batalla entre los naturales de Esmirna y el rey Giges de Lidia hacia 680 a. C., es decir, tres generaciones antes que la del poeta, y un libro de versos amatorios por los que es sobre todo conocido, escritos en metro elegíaco, aunque también escribió yambos. 
Estas elegías, publicadas en un volumen con el título Nanno, "Muñequita" (una flautista de la que estaba enamorado), fueron transmitidas por Estobeo y se caracterizan por una gran sensualidad y erotismo y una velada melancolía; pero el tono general es vitalista y no se resigna al paso del tiempo. El goce de la juventud contrasta sin embargo con la fugacidad de la vida y las tribulaciones de la vejez que, por desgracia, son los versos que más nos han quedado de este presunto maestro de goces terrenales. El texto de uno de ellos hace referencia a la brevedad de la vida, a los placeres de la juventud y a la triste condición de la vejez, a la cual es preferible la muerte.
Escribió en dialecto jónico y fue el primero en usar el dístico elegíaco, de origen funerario, para temas amorosos; esta estrofa le da así un aire melancólico a su poesía, en la cual se inspiraron después los poetas alejandrinos, Calímaco entre ellos. El gran poeta romano Sexto Propercio dirá de él (I, 9, 11) que plus in amore valet Mimnermi versus Homero ("en cuestiones de amor vale más un verso de Mimnermo que Homero"), señal inequívoca de estima.
La actitud hedonista de Mimnermo, que considera la vejez como un mal peor que la muerte, se expresa en los versos: 

¿Y qué vida, y qué goce, quitando a Afrodita de oro?

Morirme quisiera, cuando no importen ya más

los amores ocultos, los dulces obsequios, la cama,

cuanto de amable tiene la flor de la edad

para hombre y mujer; pues tan pronto llega la triste

vejez, que hace al hombre feo y malo a la par,

sin cesar le consumen el alma los viles cuidados,

ya no se alegra mirando a los rayos de sol,

los muchachos lo odian, lo vejan también las mujeres

tan terrible dispuso Dios la vejez

## Traducciones
- Juan Manuel Rodríguez Tobal: El ala y la cigarra. Fragmentos de la poesía arcaica griega no épica. Edición bilingüe. Hiperión. Madrid. 2005.
- Carlos García Gual: Antología de la poesía lírica griega. Alianza Editorial. Madrid.
- Joan Ferraté: Líricos griegos arcaicos. Ed. Seix Barral.
- Emilio Suárez de la Torre: Antología de la lírica griega arcaica. Ed. Cátedra. Madrid.
- Emilio Suárez de la Torre: Yambógrafos griegos. Gredos.
- Francisco Rodríguez Adrados: Líricos griegos elegiacos y yambógrafos arcaicos . Edición bilingüe. Ed. Alma Mater.